# Abelovszki József
Abelovszki József, olykor Abeloszvky (Káloz, 1891. július 29. – Budapest, 1967. július 23.) magyar kommunista aktivista, a Magyarországi Tanácsköztársaság alatt a dunaföldvári és a szekszárdi forradalmi törvényszék elnöke, valamint 1951 és 1957 között a Magyarok Világszövetségének főtitkára volt.

## Életpályája
Abelovszki József 1891. július 29-én született a közép-dunántúli Kálozon. Tanulmányai során kitanulta a kovácsmesterséget. Már 17 évesen csatlakozott a munkásmozgalomhoz, 1910-ben pedig belépett a Magyarországi Szociáldemokrata Pártba. Ugyanebben az évben hagyta el Magyarországot és Ausztriába ment munkát vállalni. Két év múlva hazatért, s Dunaföldváron lakott. Az első világháborút végigharcolta, 1919-ben pedig a Kommunisták Magyarországi Pártjának tagja lett. A proletárdiktatúra alatt előbb a dunaföldvári, majd a szekszárdi forradalmi törvényszék elnökének nevezték ki. A Tolna megyei Munkás- Katona- és Földműves Tanács 1919. június 2-án tagjai közé választotta. 1920-ban kivándorolt Torinóba, ahol bekapcsolódott a helyi munkásmozgalomba, s részt vett az olasz munkásság gyárfoglaló akcióiban. A fasizmus olaszországi erősödésével Franciaországba távozott, ahol belépett a Francia Kommunista Pártba. 1922-ben az Amerikai Egyesült Államokba vándorolt és ott is tevékenyen részt vett a munkásmozgalom munkájában. 1924-ben az Egyesült Államok Kommunista Pártjában kinevezték a magyar csoport végrehajtó bizottsági tagjának, s egészen 1931-ig ekképp működött. 1924 és 1929 között számos pozíciót töltött be, kinevezték a New York-i Vas-és Bronzmunkások szakszervezetének vezetőségi tagjának, alelnökének, 1928-tól 1929-ig pedig ő töltötte be az elnöki tisztséget. 1931-ben a Szovjetunióba távozott és művezetői beosztásban vállalt munkát. Ugyanebben az évben tagja lett az SZKP-nek, egészen 1944-ig. A második világháborúban partizánként vett részt, és a kijevi magyar partizániskola oktatója is volt. Részt vett Magyarország felszabadításában, s egyben haza is tért. Részt vett a Magyar Kommunista Párt területi titkárságának megszervezésében. 1945-től 1947-ig a Baranya vármegyei földosztás miniszteri biztosaként tevékenykedett. 1946-tól 1950-ig ő látta el a Baranya vármegyei Földhivatal vezetői tisztségét, valamint tagja volt a Magyar Dolgozók Pártja Baranya vármegyei választmányának. Emellett a Szabadságharcos Szövetség pécsi csoportjának elnöki pozícióját is betöltötte. 1951-ben kinevezték a Magyarok Világszövetsége főtitkárának. 1957-ben nyugdíjba vonult. 1967. július 23-án hunyt el Budapesten.